# John Piper
John Stephen Piper (Chattanooga, Tennessee, 11 de enero de 1946) es un predicador evangélico bautista y escritor estadounidense. Fue pastor en la Iglesia Bautista de Belén en Minneapolis, afiliada a Converge, durante 33 años.

## Biografía
John Stephen Piper nació en Chattanooga (Tennessee), el 11 de enero de 1946, hijo de Bill y Ruth Piper. Su padre era un evangelista y plantador de iglesias. Cuando él y su hermana mayor eran aun jóvenes, los Piper se mudaron a Greenville, Carolina del Sur, donde pasó el resto de su juventud y se graduó en la preparatoria Wade Hampton.
Se casó con Noël Henry en 1968, y juntos tienen cuatro hijos, una hija, y doce nietos.
Piper asistió al Wheaton College (1964-68) para una especialización en literatura y filosofía. El estudio de la literatura romántica con Clyde Kilby estimuló su lado poético, y en la actualidad se compone regularmente poesía para celebrar ocasiones familiares, especiales de la familia, o a manera de historias (basada en la vida de los personajes bíblicos) para su congregación durante las cuatro semanas de Adviento.
En la universidad que originalmente se suscribió en el programa de Pre-med, sólo para decidir entrar en el ministerio durante una caída en enfermedad. En 1968, obtuvo una Licenciatura en Artes en literatura en el Wheaton College, luego una Licenciatura en Artes en teología en el Seminario Teológico Fuller en 1971, en Pasadena, California. En el seminario, tomó varios cursos bajo la tutela del Dr. Daniel Fuller y a través de él descubrió los escritos de Jonathan Edwards, que, junto a C.S. Lewis, serían una de las influencias más notables en la vida y ministerio de Piper
Piper hizo su trabajo de doctorado en teología del Nuevo Testamento en la Universidad de Múnich, Alemania (de 1971 a 1974) bajo Leonhard Goppelt. Su tesis, Amad a vuestros enemigos, fue publicada por Cambridge University Pressy. Al terminar su doctorado, fue profesor de Estudios Bíblicos en Universidad y Seminario Bethel en Arden Hills (Minnesota) durante seis años (1974-80).
Su madre murió en diciembre de 1974 en un accidente de autobús en Israel. Folleto de Piper What's the Difference? tributo a su madre.

El 11 de enero de 2006, Piper anunció que había sido diagnosticado con cáncer de próstata. Según una carta enviada a su iglesia que él y sus médicos cree que el cáncer estaba totalmente tratable. Piper respondió a su diagnóstico con lo siguiente: 
"Esta noticia por supuesto es buena para mí. Lo más peligroso en el mundo es el pecado de la autosuficiencia y el estupor de lo mundano. La noticia del cáncer tiene un efecto maravillosamente levantador. Doy gracias a Dios por eso. Los tiempos de Cristo en estos días han sido inusualmente dulces " Piper se sometió a una cirugía exitosa, el 14 de febrero de 2006

Su padre murió el 6 de marzo de 2007.

### Ministerio
En 1980, Piper se convirtió en pastor de la Iglesia Bautista de Belén, afiliada a Converge, donde ministró hasta el 31 de marzo de 2013. Piper llegó a la escena evangélica después de la publicación de su libro Deseando a Dios: Meditaciones de un hedonista cristiano (1986) y ha seguido publicar docenas de otros libros que articulan aún más esta perspectiva teológica. En 1994, fundó Desiring God Ministries, con el objetivo de "difundir una pasión por la supremacía de Dios en todas las cosas para el gozo de todos los pueblos por medio de Jesucristo."  Desiring God Ministries ofrece de forma gratuita todos los sermones de Piper, los artículos de las últimas tres décadas y la mayoría de sus libros en línea, a la vez que ofrece los medios de comunicación relacionados con Piper a la venta, y aloja regularmente conferencias.
Piper tomó un permiso de ocho meses de ausencia en su ministerio del 1 de mayo de 2010 al 9 de enero de 2011.
Él anunció en junio de 2011 que pronto renunciar a su papel de pastor. Un candidato para sucederlo se anunció en marzo de 2012, y el 20 de mayo de 2012 Jason Meyer fue votado en (784 a favor contra 8 en contra) para ser el próximo pastor para la Predicación y Visión, en sustitución de John Piper.
El 31 de marzo de 2013 (Domingo de Pascua), Piper predicó su último sermón como pastor de la Iglesia Bautista Bethlehem y anunció en una carta abierta a la congregación que él y su familia se muda a Tennessee durante al menos un año para que el nuevo liderazgo puede desarrollar una visión estratégica para la iglesia sin distracciones.
En 2010 fue publicado un Festschrift en su honor For the Fame of God's Name: Essays in Honor of John Piper ( Para la Fama del Nombre de Dios: Ensayos en honor de John Piper) que incluyen contribuciones de Don Carson, Sinclair Ferguson, G. K. Beale, Thomas R. Schreiner, Wayne Grudem, Al Mohler, C. J. Mahaney, Mark Dever, John MacArthur, and Bill Mounce.

## Puntos de vista teológicos

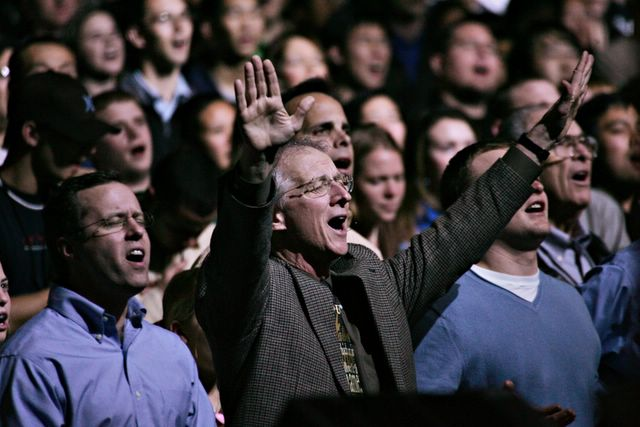
John Piper, mayo de 2008

### Hedonismo Cristiano
Defiende el hedonismo cristiano y enseña que "Dios es más glorificado en nosotros cuando estamos más satisfechos en él" " y que mayor logro de Dios ("su gloria") y la felicidad más profunda y duradera del hombre se unen en un solo ejercicio, a saber, la búsqueda de la alegría en Dios.

### Calvinismo
Sostiene una soteriologia calvinista y una eclesiología bautista. Es Bautista Reformado. Él afirma la doctrina histórica , bíblica y también postreramente agustiniana y calvinista, también la condenación como corolario de la doctrina agustiniana de la elección incondicional, y también se suscribe a la visión de Leibniz que Dios decretó este universo como único, porque es el mejor de todos los universos posibles.
Cree en la justificación solo por la fe aparte de cualquier obra, y sus enseñanzas hacen hincapié en la evidente perseverancia activa e inevitable del creyente genuino, en la fe, la santificación y sufrimientos duraderos, como frutos de la gracia salvadora de Dios.

### Dones Espirituales
En cuanto a los dones espirituales, Piper es continuista. Es decir, él cree que los dones sobrenaturales como la profecía, milagros, sanidades, y hablar en idiomas no aprendidos para misiones,o don de lenguas no han cesado y deben ser buscados por la iglesia también afirma que el oficio de apóstol directo de Jesucristo terminó con el apóstol Pablo y que el don de la profecía en la iglesia no es lo misma que la inspiración de las Escrituras. Mientras que él cree que la revelación sobrenatural de Dios a los profetas canónicos en el Antiguo Testamento es inerrante, cree también que la profecía como interpretación de la revelación en el Nuevo Testamento y en estos tiempos es imperfecta y falible así las profecías que Dios dispense en su voluntad soberana para propósitos particulares no traen nueva doctrina canónica y tienen que estar sujetas al juicio de la iglesia.

### Escatología
Piper se describe a sí mismo como un "premilenialista histórico y optimista", sostiene la post-tribulación y tiene una visión de una segunda venida y arrebatamiento simultáneos, posteriores a la Gran Tribulación. Debido a esta creencia, que sostiene que Romanos 11 enseña que un grupo dentro del Israel étnico será salvo cuando se quita la dureza de su corazón en la segunda venida de Jesús. Por lo tanto, aboga por la importancia de la esperanza en la resurrección de los muertos en el regreso de Cristo

### Ley y Pacto
Piper no está en los típicos marcos hermenéuticos en este tema, pero afirma que no es dispensacionalista y está más cercano a la Teología del Pacto, o a una Nueva Teología del Pacto en cuanto a la Ley y los pactos, pero está de acuerdo con la creencia premilanialista en que habrá un milenio Él dice que la Ley estaba destinada por Dios para revelar el pecado y mostrar la incapacidad del hombre ante la altura de las normas justas de Dios. Los cristianos, que viven bajo el Nuevo Pacto, no están bajo la ley del Antiguo Pacto, pero aman la ley y sus intenciones por medio de la fe en Jesucristo.
Piper enseña que Dios tiene un solo pueblo del pacto, la Iglesia, ya sea judío o gentil. Piper también cree que todos los cristianos, judíos o gentiles, heredarán la tierra, incluyendo la tierra de Israel, cuando Cristo establezca el Reino Milenario en la Segunda Venida.

## Libros
- Alégrense las Naciones!
- Alegría indestructible. Barcelona: Publicaciones Andamio.
- Batallando con la Incredulidad
- Cómo Perseverar Hasta el Final
- Cuando No Deseo a Dios
- Cuando No Se Disipan las Tinieblas
- Dios es el Evangelio
- El Legado del Gozo soberano
- Hambre de Dios. . Barcelona: Publicaciones Andamio.
- La Gracia Venidera
- La Pasión de Jesucristo
- La Sonrisa escondida de Dios
- La Vida es Como Una Neblina
- Lo que Jesús Exige del Mundo
- Los Deleites de Dios
- Los Peligros del Deleite
- Las Raíces de la Perseverancia
- No Desperdicie Su Vida
- Prueba y Observa
- Pacto Matrimonial
- Pecados Espectaculares.
- Piense. La vida intelectual y el amor de Dios.
- El gozo Verdadero de la Navidad
- Sed de Dios. . Barcelona: Publicaciones Andamio.